# Jörg Luy

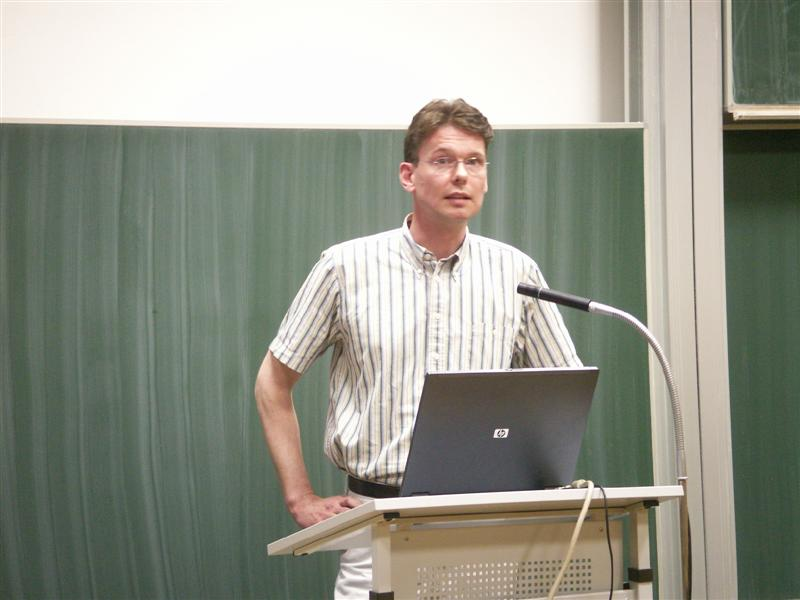
Jörg Luy (2006)

Jörg Luy (* 12. August 1966 in Köln) ist Magister der Philosophie und Fachtierarzt für Tierschutz. Nach seiner Dissertation über die Tötungsfrage in der Tierschutzethik bekleidete er von 2004 bis 2010 eine Juniorprofessur für Tierschutz und Ethik am Fachbereich Veterinärmedizin der Freien Universität Berlin. Bis zur Gründung seines Forschungs- und Beratungsinstituts für angewandte Ethik (INSTET, Berlin) im Jahr 2013 leitete er das Institut für Tierschutz und Tierverhalten der Freien Universität Berlin.

## Leben
Jörg Luy wuchs in einer Arztfamilie auf. Er besuchte von 1976 bis 1981 das Collegium Josephinum Bonn anschließend bis zum Abitur 1986 das Hölderlin-Gymnasium in Köln. Nach zwei Jahren bei der Bundeswehr begann Luy 1988 an der Justus-Liebig-Universität Gießen ein Doppelstudium der Humanmedizin und der Philosophie. Nach einem Jahr wechselte er zur Veterinärmedizin und führte das Philosophiestudium weiter. Staatsexamen und Approbation erfolgten 1995. Nach weiteren vier Semestern Philosophiestudium an der FU Berlin promovierte Luy 1998 mit der Arbeit Die Tötungsfrage in der Tierschutzethik. Das nebenberuflich fortgeführte Philosophiestudium schloss Luy im Jahr 2000 mit dem Grad Magister Artium ab. 2004 wurde an der FU Berlin eine interdisziplinäre Juniorprofessur für Tierschutz und Ethik eingerichtet, auf die Luy – verbunden mit der Leitung des Instituts für Tierschutz und Tierverhalten – berufen wurde. Nach knapp zehn Jahren an der FU Berlin wechselte Luy 2013 in das von ihm gegründete INSTET.
Luys Arbeiten thematisieren den guten und richtigen (den „anständigen“) Umgang mit Tieren. Mit der Zeit weitete sich die Fragestellung auf das gute und richtige Verhalten im Allgemeinen bzw. komplementär dazu auf die Frage, welche Verhaltensweisen imstande sind, das Moral- und Gerechtigkeitsempfinden zu verletzen. Das erste Forschungsprojekt von Luys INSTET widmete sich dem Moral- und Gerechtigkeitsempfinden der Bevölkerung als empirisch untersuchbarem Gegenstand. Das vom Bundeslandwirtschaftsministerium geförderte und mit Partnern aus der Markt- und Meinungsforschung durchgeführte Projekt SocialLab – Nutztierhaltung im Spiegel der Gesellschaft (abgeschlossen 2019) analysierte die vielschichtige gesellschaftliche Kritik an der landwirtschaftlichen Tierhaltung. Die ethischen Aspekte des Projekts wurden vom INSTET untersucht. Dabei stellte sich heraus, dass das ethische Konzept des Tierschutzgesetzes nicht mit dem Moral- und Gerechtigkeitsempfinden der Bevölkerung harmoniert. Denkfehler bei der auf den Umgang mit Tieren bezogenen Verhältnismäßigkeitsprüfung beschreibt Luy in Der faire Deal. Luy geht davon aus, dass sich mit der Beseitigung der fehlerhaften ethischen Annahme im Konzept des „ethischen Tierschutzes“ die Rechtslage ändern würde und in der Folge eine Verbesserung der gesellschaftlichen Akzeptanz der landwirtschaftlichen Tierhaltung zu erwarten wäre.